# Double messieurs de tennis aux Jeux olympiques de 1908
Cet article présente les résultats détaillés du double messieurs de l'édition 1908 des compétitions de tennis aux Jeux olympiques d'été qui est disputé du 6  au 11 juillet 1908.

## Résultats

### Finales
|               | Date     | Nom et lieu du tournoi        | Dot. | Surf.        | Vainqueur                               | Finaliste                       | Score         |
| Finale        | 06/07/08 | Jeux Olympiques d'été Londres | 0 $  | Gazon (ext.) | G. W. Hillyard · Reginald Frank Doherty | Josiah Ritchie · James C. Parke | 9-7, 7-5, 9-7 |
| Petite finale | 06/07/08 | Jeux Olympiques d'été Londres | 0 $  | Gazon (ext.) | Clement Cazalet · Charles Dixon         | Max Decugis Maurice Germot      | Forfait       |